# Meena Seshu
Meena Seshu (Bengaluru, 24 maart 1962) is een Indiase activist die zich inzet voor de rechten van sekswerkers, gemarginaliseerde gemeenschappen die risico lopen op hiv/aids, seksuele en reproductieve gezondheid, geweld tegen vrouwen, armoedebestrijding en de rechten van gender- en seksuele minderheden. Seshu is de oprichter en secretaris-generaal van de niet-gouvernementele organisatie SANGRAM. SANGRAM is een organisatie die zich inzet voor hiv/aids-preventie, -behandeling en support. Naast het voorlichten van het grote publiek over hiv, richt SANGRAM zich op sekswerkers en andere gemarginaliseerde gemeenschappen die het risico lopen op hiv/aids-infectie, om hun gezondheid verbeteren, hun vermogen om te onderhandelen over veilige seks te vergroten en hun te ondersteunen bij het verdedigen van hun rechten.
Ook creëerde ze Veshya Anyay Mukti Parishad (VAMP), wat een collectief voor sekswerkers vormt. Seshu is woonachtig in Sangli, Maharashtra en de organisaties SANGRAM en VAMP zijn actief in Maharashtra en Karnataka.

## Achtergrond
Seshu werd geboren op 24 maart 1962, in Bengaluru, Karnataka en groeide op in Bombay. Ze heeft een bachelor in levenswetenschappen en een master in sociale welvaart van Tata Institute of Social Sciences (TISS), Mumbai. Ze werkte met Stree Mukti Sangharsh, de vrouwelijke tak van Shramik Mukti Dal, Maharashtra. Ze verhuisde in 1986 naar Sangli met haar man, die een baan had gekregen bij de Marathi-krant Kesari.

## Sociaal werk
Tijdens de jaren 80 was Seshu een activist die zich inzette om geweld tegen vrouwen te stoppen in haar staat Maharashtra. In de jaren 90 focuste Seshu zich op hiv/aids, omdat het voor veel vernietiging zorgde in arme regio’s waar zij werkte. Ze begon te werken met een groep vrouwen die veel geweld en hiv/aids ervoer. Ze ontdekte dat het opzetten van collectieven een goede methode was om mensen sterker te maken en gebruikte deze methode wanneer zij op bezoek ging bij bordelen. Dit leidde ertoe dat Sampada Grameen Mahila Sanstha (SANGRAM) werd opgericht in 1992 en Veshya Anyay Mukti Parishad (VAMP), een collectief geleid door sekswerkers dat opgericht werd in 1996. Deze organisaties zijn actief in acht districten verspreid door Maharashtra en Karnataka. Seshu heeft verder ook in 1997 Vidrohi Mahila Manch opgezet, een collectief bestaande uit plattelandsvrouwen dat bewustzijn over hiv/aids verspreidt. In 2000, begon zij nog twee collectieven, namelijk: Muskan voor mannen die seks hebben met mannen (MSM) en transgender-personen en Nazariya voor vrouwen die met hiv leven. In 2004 was Seshu begonnen met het werken met kinderen van sekswerkers. Voor hen bouwde ze een hostel genaamd in Mitra in Nipani, Karnataka, in 2009.. In 2006 startte Seshu het Centrum dat over Stigma en Marginalisatie pleit (CASAM).
" In VAMP hebben we een slogan: ‘’Red ons van onze redders’’. Deze redders redden ons voor henzelf en zij redden ons niet voor onszelf. Als zij ons voor onszelf zouden redden, zouden zij ons wellicht helpen om betere werkomstandigheden te krijgen. Ze zouden niet de meest onderdrukkende arm van de staat, de politie, gebruiken om ons “te helpen’’"
Seshu pleit voor veiligheid en verwijdering van beroepsrisico’s in sekswerk, zoals geweld, onveilige voorwaarden en praktijken. Ook pleit ze ervoor dat sekswerkers toegang hebben tot behandeling voor SOA's en hiv/aids.
Deze ambities leidden tot een controverse in 2005 toen Seshu de beslissing had gemaakt dat SANGRAM de Anti-prostitutie belofte, een Amerikaans overheidsbeleid, niet zou steunen.